# 列日吉耶曼站
列日吉耶曼站（法語：Gare de Liège-Guillemins）是比利时列日省省会列日的鐵路車站，是列日的主要车站。该站日均客流量15,000人次，约五百列火车停靠该站，是比利时第十一繁忙的铁路车站，也是瓦隆尼亚第三繁忙的鐵路車站。作为欧洲高速铁路网的重要节点，大力士高速列车（Thalys）与德铁旗下的城际快车（ICE）停靠于此。在比利时国铁营运的地方性交通中，本站也是一座重要的枢纽。
该站得名于所在的吉耶曼街区，而该街区则得名于吉耶曼修道院。

## 历史
1838年，即欧洲大陆首条铁路贯通三年之后，一条连接布鲁塞尔与位于列日北部郊区的昂斯的铁路开通。首座以列日吉耶曼命名的车站于1842年五月开张，将这里和昂斯连接起来。在1843年，这里的第一条国际铁路线开张，将列日与德国亚琛、科隆连接起来。
之后该车站分别与1882年和1905年进行过两次现代化改造，后者针对于同年举行的世界博览会。当时的布杂艺术风格的建筑于1958年被现代主义风格的新建筑取代，而这座建筑使用至2009年。
伴随着高速铁路时代的到来，旧列日吉耶曼站变得不再合乎时宜。旧站台过于狭窄和弯曲，车站外观也较为破败。对于日益增长的乘客数量而言，车站的规模也显得越发狭小，缺乏舒适度，站台的长度也不能满足现有的长途火车的需要。相比于对旧车站的改造，新建车站更为经济。由此，当局做出了拆除旧车站，并在原址完全新建一座车站的决定。
经过国际竞标后，车站的设计项目由建筑师圣地亚哥·卡拉特拉瓦获得。卡拉特拉瓦在该项目之前已设计过许多火车站，如瑞士的卢塞恩火车站，法国的里昂圣埃克絮佩里车站，葡萄牙的里斯本东站，以及美国纽约的纽新航港局过哈德逊河捷运站。据称，卡拉特拉瓦也将设计比利时蒙斯的火车站。
新车站于1996年动工，总投资约3.12亿欧元。除此之外，长二百米，位于铁轨道床上方四十米处，形似滑雪跳台的车站屋顶耗费了一万吨的钢材。该建筑没有传统意义上的外墙，内外完全通透。

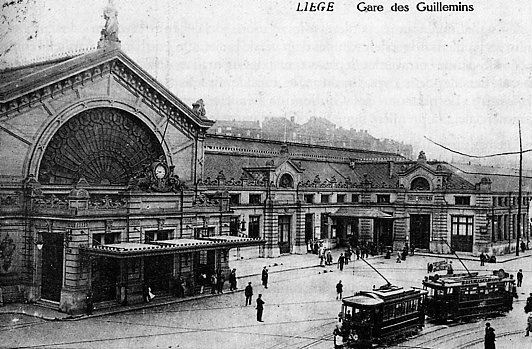
1905年的列日吉耶曼站
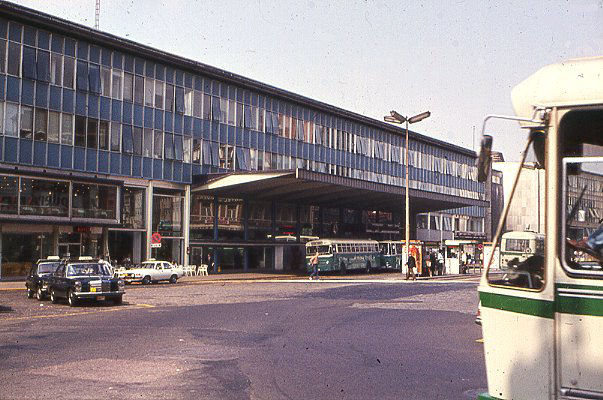
1970年的列日吉耶曼站
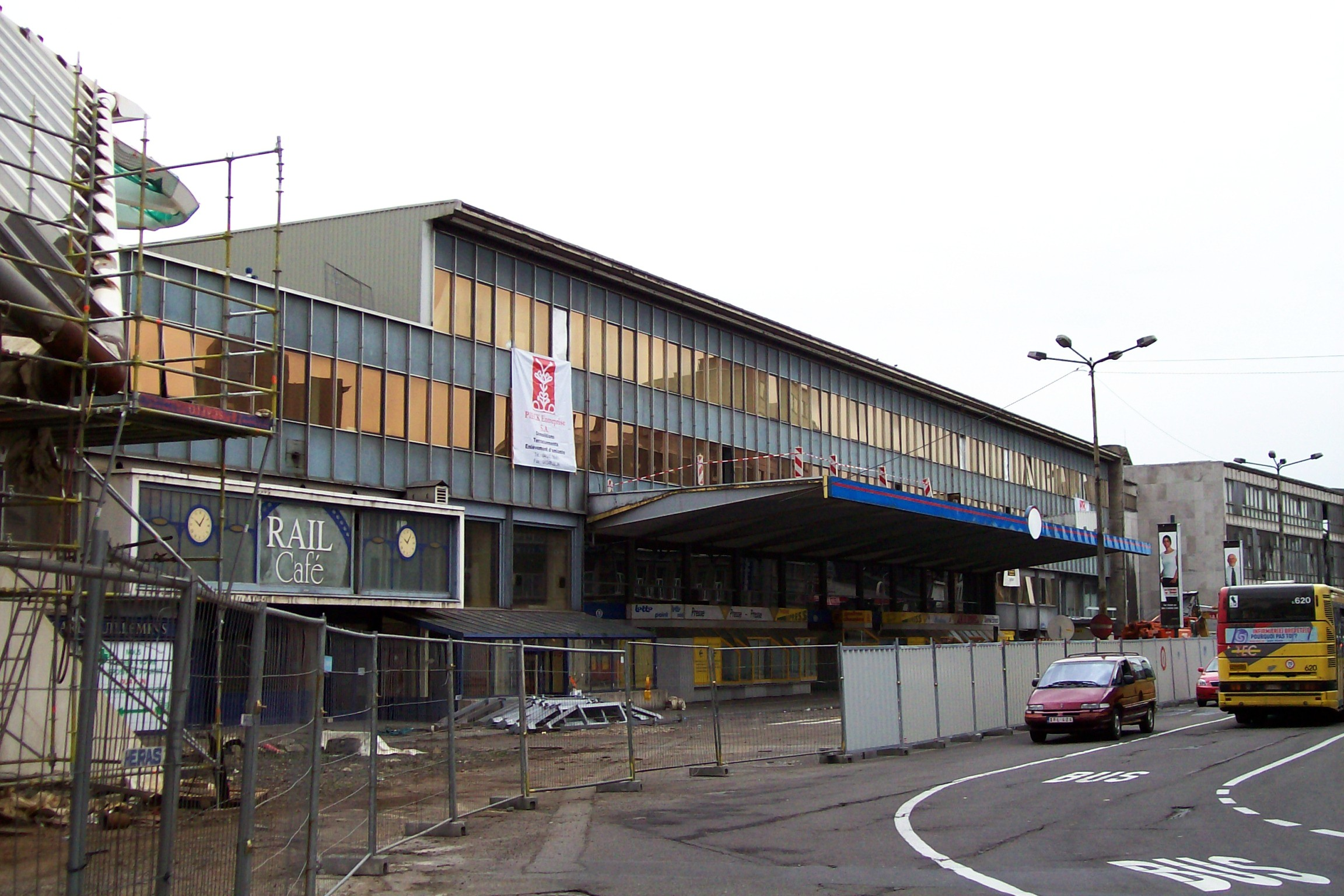
2007年，临近拆除的列日吉耶曼站

## 车站概述

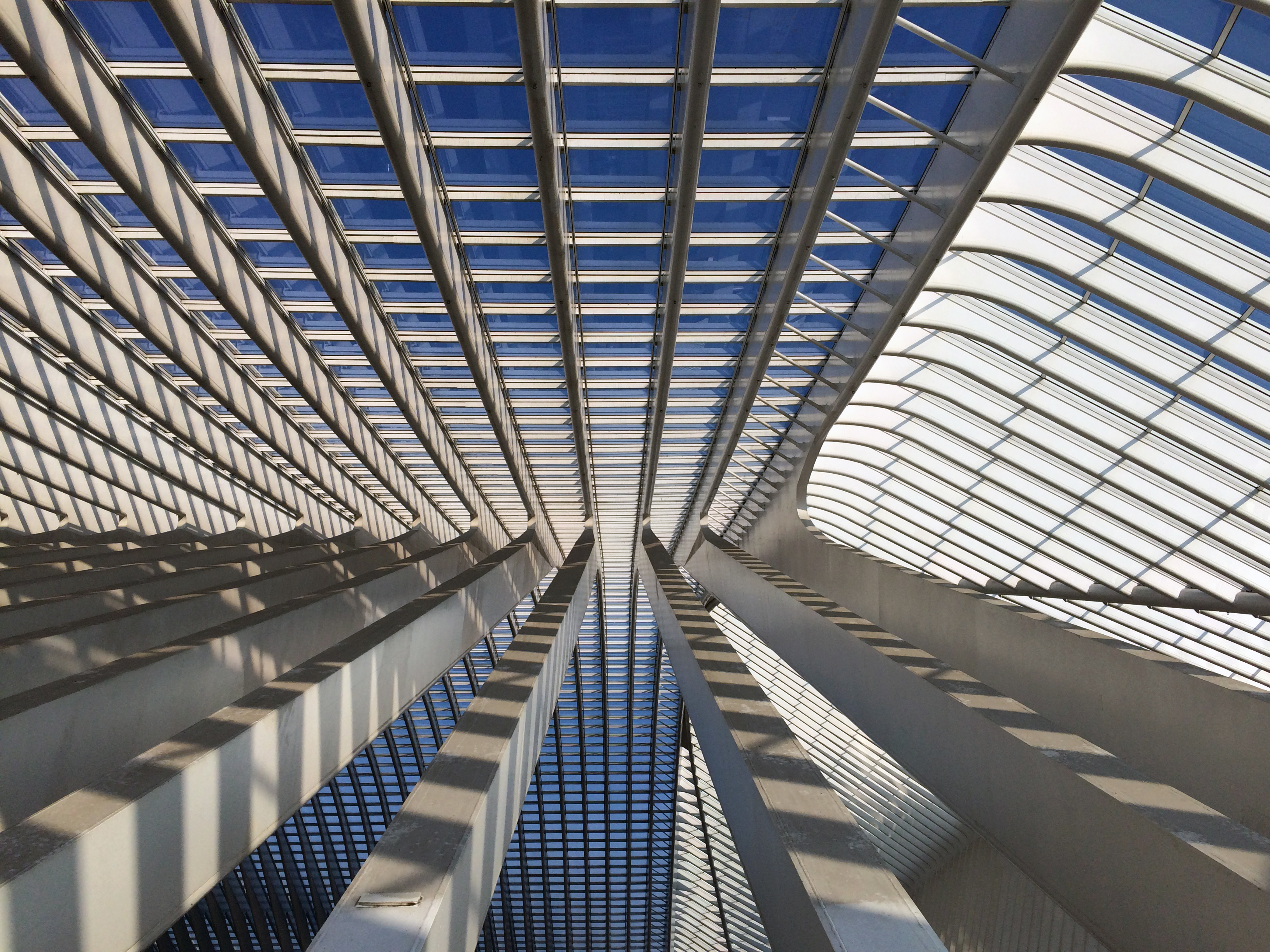
车站吊顶结构

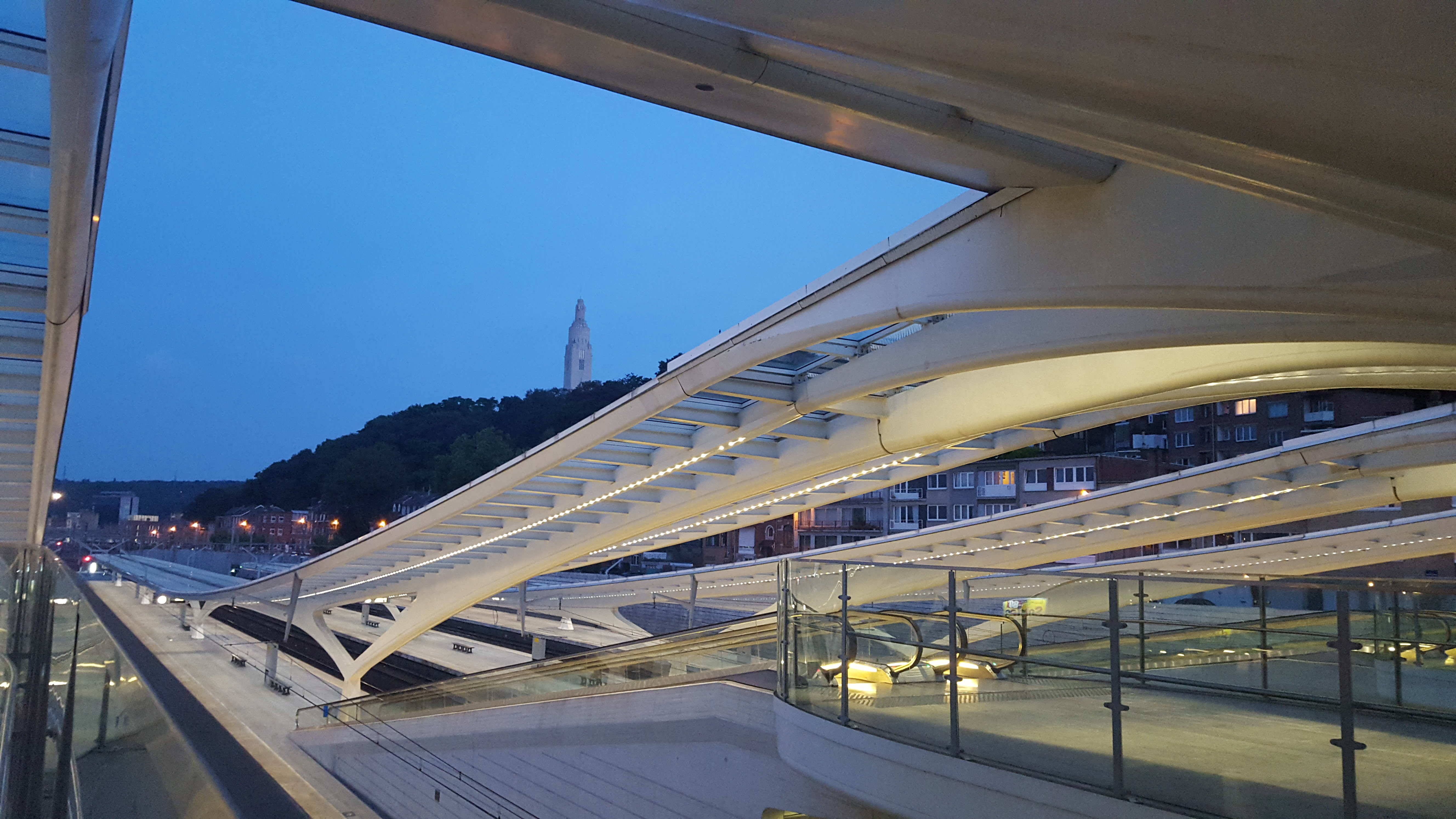
车站站台

新站房使用了钢材、玻璃以及白色混凝土作为建筑材料，其宏伟的穹顶长200米，距地面35米。车站原计划于2006年4月完工，而实际上则被推迟到2009年9月19日，即整座建筑完工的两周后，正式开业。
亚琛-韦尔肯拉特-列日-布鲁塞尔线的轨道，在车站改造的过程中被移动到了车站北侧，进站车速由40km/h提升到了100km/h。
本站一共有九条轨道：1、2号轨道线供ICE国际线行驶，3、4号供前往布鲁塞尔的列车使用。共有五个8米宽的岛式站台，其中的三个长450m的站台，供重连运转的大力士高速列车使用；其余两个的站台长300m。
比利时国铁将列日新火车张的建造视作比利时铁路现代化的组成部分，即优化其在欧洲高速铁路网中衔接伦敦、巴黎、布鲁塞尔、阿姆斯特丹以及科隆和法兰克福的地位。2009年后，科隆和列日的运转时间缩短至一小时以内。
车站与城市周边的短程接驳仍有待改善。

## 列车服务

### 长途列车

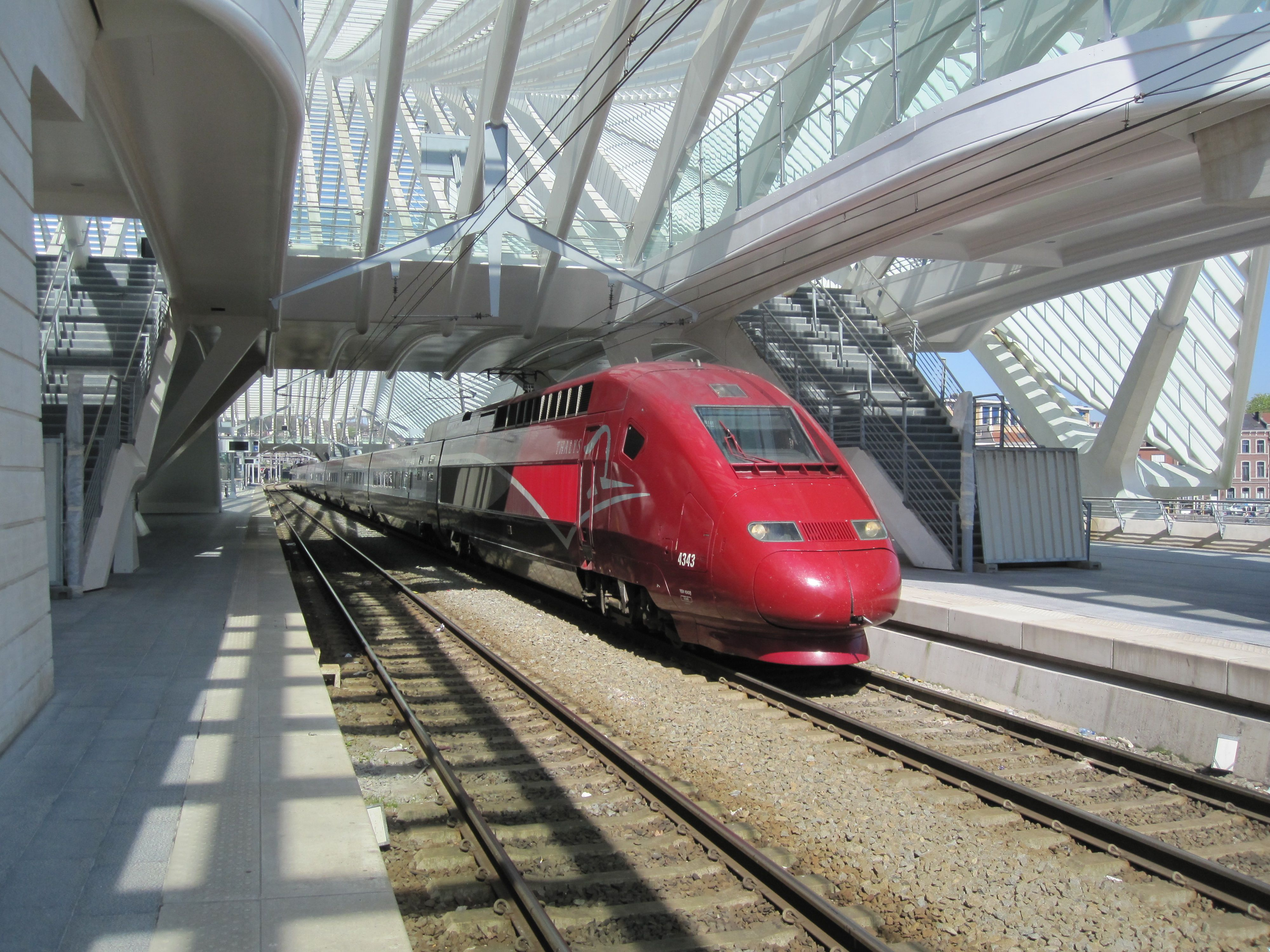
列车停靠

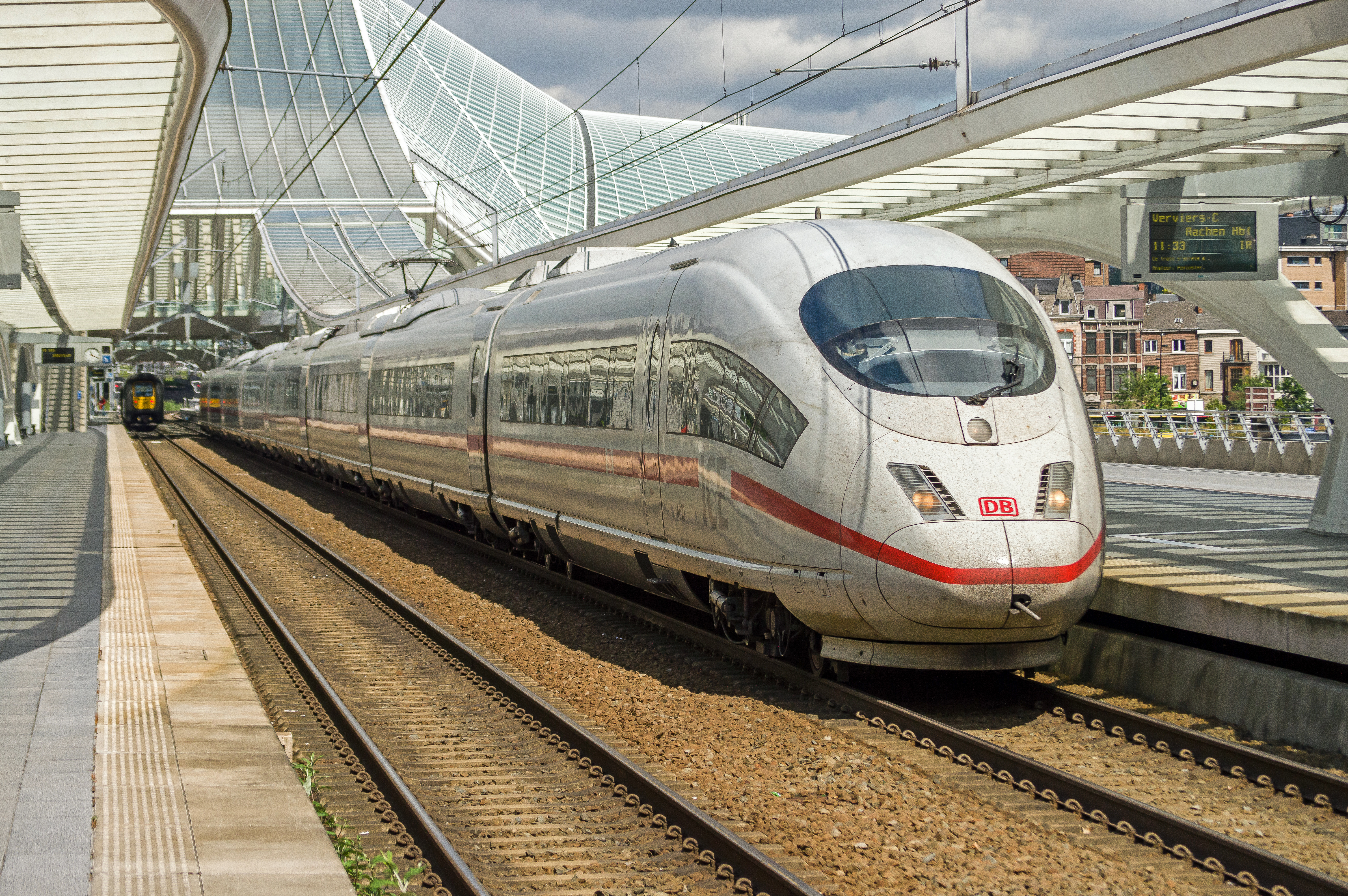
ICE列车停靠

| 列车类别 | 经由 | 发车频率  |
| -------- | --- | --------- |
| ICE 79   | 布鲁塞尔北站 – 布鲁塞尔南站 – 列日吉耶曼站 – 亚琛火车总站 – 科隆火车总站 – (科隆/波恩机场火车站 – 锡格堡/波恩车站 – 蒙塔鲍尔站 – 林堡南站) – 法兰克福机场长途车站 – 法兰克福火车总站 | 每2个小时 |
| Thalys   | 巴黎北站 – 布鲁塞尔南站 – 列日吉耶曼站 – 亚琛火车总站 – 科隆火车总站 – 杜塞尔多夫火车总站 – (杜塞尔多夫机场 –) 杜伊斯堡火车总站 – 埃森火车总站 – 多特蒙德火车总站                    | 每4个小时 |

### 地区列车
| 线路  | 经由                                                                                           | 发车频率   | 备注                             |
| ----- | ---------------------------------------------------------------------------------------------- | ---------- | -------------------------------- |
| IC 01 | 奥斯坦德 – 布鲁日 – 根特 – 布鲁塞尔 – 鲁汶 – 列日吉耶曼站 – 韦尔维耶 – 韦尔肯拉特 – 奥伊彭     | 每60分钟   |                                  |
| IC 12 | 科特赖克 – 根特 – 布鲁塞尔 – 鲁汶 – 列日吉耶曼站 – 韦尔维耶 – 韦尔肯拉特                       | 每60分钟   | 周末无                           |
| IC 13 | (哈瑟尔特 – 通厄伦 –) 列日吉耶曼站 – 维塞 – 马斯特里赫特                                       | 每六十分钟 | 周末仅行驶列日-马斯特里赫特区间  |
| IC 14 | 基耶夫兰 – 布鲁塞尔 – 鲁汶 – 列日吉耶曼站                                                      | 每60分钟   | 周末无                           |
| IC 18 | 布鲁塞尔 – 奥蒂尼 – 那慕尔 – 斯塔特 – 于伊 – 列日吉耶曼 – 列日卡雷                             | 每60分钟   | 周末无                           |
| IC 25 | (穆斯克龙 – 图尔奈 –) 蒙斯 – 拉卢维耶尔 – 沙勒罗瓦 – 那慕尔 – 列日吉耶曼 – 列日卡雷 (– 列尔斯) | 每60分钟   | 往穆斯克龙及列尔斯方向仅周末开行 |
| IC 33 | 列尔斯 – 列日吉耶曼 – 卢森堡市 (L)                                                             | 每120分钟  |                                  |
| L     | 列尔斯 – 列日吉耶曼 – 昂格勒尔 – 里瓦日 – 马尔卢瓦 – (罗什福尔-热梅勒)                         |            | 每日开行                         |
| L     | 列日吉耶曼 – 默兹河畔瑞皮耶 – 阿迈 – 于伊 – 昂代讷 – 那慕尔                                    |            | 每日开行                         |

## 接驳交通
车站前广场内有通向市内以及由TEC营运的区域性巴士。

## 圖片集
- 车站入口
- 站场
- 站台
- 站台